# Lipotriches derema
Lipotriches derema är en biart som först beskrevs av Embrik Strand 1914.  Lipotriches derema ingår i släktet Lipotriches och familjen vägbin. Inga underarter finns listade i Catalogue of Life.